# Callargyra bayni
Callargyra bayni là một loài bướm đêm trong họ Noctuidae.